# Collégiale Sainte-Balsamie de Reims
La collégiale Sainte-Balsamie, consacrée à la nourrice de saint Remi et mère de saint Celsin, pour cela appelée aussi Sainte-Nourrice ou Saint-Celsin et Sainte-Nourrice, est une ancienne collégiale de Reims, fondée à la fin du XIIe siècle, située au niveau de l'actuelle place Saint-Nicaise, près de l'abbaye de Saint-Remi. Elle est détruite sous la Révolution.

## Histoire
Fondée en 1176 par l'archevêque Guillaume de Champagne, le pape Alexandre III confirme la fondation dans une bulle . Le comte de Champagne, Henri le Libéral donne des revenus à la collégiale, complétés par des dons de son frère, l'archevêque Guillaume.
La Révolution supprime le Chapitre. L'église Sainte-Balsamie est vendue le 1er décembre 1791 au prix de 5 975 livres et démolie peu après[réf. nécessaire].

## Architecture
Le calvaire de la collégiale Sainte-Balsamie, daté du XIIIe siècle ou XIVe siècle, est aujourd'hui dans la basilique Saint-Remi dans la chapelle absidiale nord. Cet ensemble restauré en bois sculpté polychrome est constitué de trois personnages : le Christ-Roi vêtu sur la croix, la Vierge Marie et saint Jean. Le Christ en croix tout habillé est unique dans la région.

## Chanoines
À l'origine, treize prébendes ont été fondées au sein du chapitre. Le doyen du chapitre cathédral assurant les prérogatives de doyen.
- Jean de Chémery, chapelain perpétuel de Sainte-Balsamie (vers 1320).

- Thierry Rabouillart (†1438), originaire de Tours-sur-Marne, connu également sous le nom de Bras de Fer. Il obtient, le 20 août 1421, la 60e prébende au chapitre de Reims dont il fut évincé. Pourvu d'une chapellenie en l'église de Champillon, il l'échange, le 10 mars 1424, contre un canonicat à Sainte-Balsamie. Egalement titulaire d'une chapellenie en la chapelle Sainte-Anne de la cathédrale de Reims, il permute ces deux titres, le 21 mars 1424, avec le chanoine Guillaume Mâchefer, contre la 51e prébende de Notre-Dame. Il meurt le 25 juillet 1438 et il est inhumé devant les deux fenêtres du grand cellier des pressoirs[5].

- Jean Ware, ou Waret (†1511), originaire de Pévy, reçu au chapitre de Reims, le 7 juillet 1482, alors qu'il n'était que diacre. Il fut également chanoine de Saint-Symphorien et de Sainte-Balsamie. Il meurt le 20 ou 22 septembre 1511, comme l'indique son épitaphe du cloître du chapitre de Reims[6].

- Ponce Lecomte, ou Comitis (†1566), originaire de Pévy, chanoine de Sainte-Balsamie, le 11 mars 1529. Il fut reçu au chapitre de Reims le 11 août 1540. Le 21 juillet 1553, le chapitre le nomma chantre. Ponce Comitis décéda le 29 mai 1566 ; il fut inhumé dans le cloître du chapitre de la cathédrale du côté de Saint-Michel[7].

- Ponce Lecomte (†1572), originaire de Pévy, en 1567, il obtient la moitié de la 74e prébende du chapitre de la cathédrale dont il devait jouir entièrement en 1569. Egalement chanoine de Saint-Symphorien et de Sainte-Balsamie. Il est inhumé auprès de son oncle Ponce Comitis dans le cloître du chapitre de la cathédrale du côté de Saint-Michel[7].

- Adam Berruyer, pourvu d'une prébende de Sainte-Balsamie, greffier du chapitre de Notre-Dame, élu chanoine en 1595, mais ne fut pas reçu.

- Jesson ou Jean Quinart (1583-†1670), clerc de la cathédrale, chanoine en 1597, diacre et organiste en 1606, puis chanoine de Sainte-Balsamie de 1624 à 1663 .

- Jean Balan ou Baaslan(†1677), prêtre, chanoine de Sainte-Balsamie, puis chapelain de Notre-Dame de Reims.
- Jean-François Maillefer  (1701-†1755), chanoine, se démit le 11 septembre 1728 de sa prébende de Sainte-Balsamie ; 13 mai 1727, chanoine de Saint-Symphorien ; 4 mars 1729, chanoine de Notre-Dame, diacre.
- Henry Hachette, chapelain de la chapelle Saint Maur en la collégiale Sainte-Balsamie, s'en défit en faveur du chanoine Desaulx.
- Pierre Desaulx (1698-†1789), chapelain de la chapelle Saint-Maur en la collégiale Sainte-Balsamie dont il résigna, le 9 août 1753, en faveur de son neveu l'abbé Deloche, chanoine de l'Eglise Métropolitaine, doyen de la faculté de théologie, chancelier de l'université de Reims[8].
- L'abbé Deloche, chapelain de la chapelle Saint-Maur.
- L'abbé Dessain, chanoine de Sainte-Balsamie, possède une importante bibliothèque en 1771. Il échange son canonicat contre une prébende d'une collégiale d'Alsace (Hastack Collégiale Saint-Florent de Niederhaslach ?).
- Massigas (1736-†1816), chanoine de Sainte-Balsamie, nommé en 1771.
- Henri Hardouin (1724-†1808), chanoine de Sainte-Balsamie, canonicat à Sainte-Balsamie de Reims, par privilège royal en 1776[9].
- Jean-Charles-Joseph Lefebvre, vicaire de Saint-Maurice de juillet 1778 à février 1784, chanoine de Sainte-Balsamie en Juin 1779.

## Droit de patronage
Le chapitre a le droit de patronage (présentation à la cure), c'est-à-dire de présentation à l’évêque et de nomination d'un desservant aux églises ou cures (paroisses) où il percevait les grosses dîmes : Baconnes.
4 paroisses et 1 chapelle :
- Saint-Memmie de Baconnes, à partir de 1151
- Saint-Martin de Cheppy
- Sainte-Croix de Sommepy-Tahure
- Saint-Hilaire de Tauxières-Mutry à partir de 1199

## Héraldique
|  | Les armes du chapitre de Sainte-Balsamie de Reims se blasonnent ainsi : D'azur à un saint éveque vêtu pontificalement, crosse et mitre, le tout d'or,. |